# Попнинкова магаза
Попнинковата или Кичеевска магаза (на македонска литературна норма: Попнинкова магаза) е магазин на чаршията в град Охрид, Северна Македония. Сградата е обявена за значимо културно наследство на Република Македония.

## История
Сградата е разположена на варошката улица „Цар Самуил“ № 8 и 10, в непосредствена близост на площад „Свети Климент Охридски“. Принадлежи към новия тип каменни търговски обекти от европейски тип, така наречените магази, започнали от средата на XIX век да заменят едноетажните дървени дюкяни. Изградена е в 1871 година от непознат майстор, според надписа на плочата, което я прави най-старата датирана магаза в града. Надписът на плочата магазата гласи: „1871 Јованче Кир. Папа Нинков ...“. Принадлежала е на Васе Кичеец.

## Архитектура
Сградата се състои от две магази, които са функционално свързани – има приземие в югозападната част и сутерен, приземие и кат в другата част. Катът на североизточната част е надграден между двете световни войни и има характеристиките на охридската градска архитектура. Югозападната част е изградена от блокове бигор, като за хоризонталните пояси и сводовете над правоъгълните отвори е използвана цяла тухла. Над южната страна има тимпанон от тухли, а триъгълните тимпанони на другите две страни са от камък и бигорни блокове. Всички стрехи са от профилирани венци от бигор. В интериора е запазен оригиналният таван със сводове от цяла тухла.
Приземието на североизточната страна е изградено с пояси от бигор и цяла тухла. Отгоре има хоризонтален венец от профилирани бигорни блокове. Сутеренът е от камък, а междуетажната конструкция е от метални шини и тухли. Металните капаци, типични за магазите в Охрид са частично запазени.